# Chisel Peak (Antarktika)
Der Chisel Peak (englisch für Meißelspitze) ist 1400 m hoher Berg auf der Pourquoi-Pas-Insel in der Marguerite Bay an der Fallières-Küste des westantarktischen Grahamlands. Er ragt auf der südöstlichen Seite des Perplex Ridge auf.
Seinen deskriptiven Namen erhielt der Berg am 11. Juni 1980 durch das UK Antarctic Place-Names Committee.